# جو کوپر (بازیکن فوتبال، زاده ۱۸۶۵)
جو کوپر (انگلیسی: Joe Cooper؛ زادهٔ ۱۸۶۵) بازیکن فوتبال اهل بریتانیا است.
از باشگاه‌هایی که در آن بازی کرده‌است می‌توان به باشگاه فوتبال ولورهمپتون واندررز و باشگاه فوتبال آرسنال اشاره کرد.